# 羅曼·貝扎克
羅曼·貝扎克（1989年2月21日—）是一位斯洛文尼亞足球運動員。在場上的位置是前鋒。他現在效力於保加利亞足球甲級聯賽球隊拉茲格勒盧多戈雷茨足球俱樂部。他也代表斯洛文尼亞國家足球隊參賽。